# Star City (Virginie-Occidentale)
Pour les articles homonymes, voir Star City.
Star City est une ville américaine située dans le comté de Monongalia en Virginie-Occidentale.
Selon le recensement de 2010, Star City compte 1 825 habitants. La municipalité s'étend sur 0,6 milles carrés (1,55 km2), dont 0,49 milles carrés (1,27 km2) de terres.
Incorporée en 1907, la ville est nommée Star City par Louis F. Kauffeld, propriétaire de la Star Glass Company.

## Démographie
| Groupe            | Star City | Virginie-Occidentale | États-Unis |
| ----------------- | --------- | -------------------- | ---------- |
| Blancs            | 88,7      | 93,9                 | 72,4       |
| Noirs             | 4,4       | 3,4                  | 12,6       |
| Asiatiques        | 4,1       | 0,7                  | 4,8        |
| Métis             | 2,4       | 1,5                  | 2,9        |
| Autres            | 0,5       | 0,6                  | 7,3        |
| Total             | 100       | 100                  | 100        |
|                   |           |                      |            |
| Latino-Américains | 2,9       | 1,2                  | 16,7       |

Selon l'American Community Survey, pour la période 2011-2015, 88,12 % de la population âgée de plus de 5 ans déclare parler l'anglais à la maison, 5,44 % déclare parler une langue africaine, 1,73 % l'arabe, 0,92 % une langue chinoise, 0,86 % l'ourdou, 0,61 % l'italien, 0,51 % l'espagnol et 1,10 % une autre langue.